# Église Saint-Laurent de Crots
L'église Saint-Laurent de Crots est une église romane, remaniée avec des éléments gothiques, située sur le territoire de la commune de Crots dans le département français des Hautes-Alpes en région Provence-Alpes-Côte d'Azur.

## Historique
L'église fut construite au XIVe siècle, probablement à la suite de la destruction de l'ancien sanctuaire lors de l'invasion des routiers provençaux. Elle était surnommée "la Mignonne" par les archevêques d'Embrun. Elle a été rénovée et remaniée au XVIIe siècle, au moment de la Contre-Réforme. Située au centre du village, elle était entourée par le cimetière jusqu'au milieu du XIXe siècle. 
Elle fait l'objet d'une inscription au titre des monuments historiques depuis le 4 septembre 1978.

## Architecture
L'église est en forme de parallélogramme, sur la gauche duquel s'élève le clocher. Elle est orientée selon un axe Sud-Nord et non pas Ouest-Est. L'intérieur du bâtiment est composé d'une nef voûtée en berceau à arc brisé, divisée en trois travées et d'un chœur voûté sur croisées d'ogives. Le portail est roman, avec une porte en plein cintre, soutenue de chaque côté par deux colonnes en retrait, avec des chapiteaux sculptés de feuillages et montrant les visages d'un homme et d'une femme. Ce portail était autrefois précédé d'un porche sur le modèle de la cathédrale Notre-Dame d'Embrun. Ce porche a été démoli au XIXe siècle pour élargir la rue principale. 
Le clocher d'inspiration lombarde a été édifié en 1828.

## Chapelles latérales
Quatre des six chapelles latérales ont été ajoutées postérieurement à la construction de l'édifice. Une des chapelles est dédiée à saint Joseph. Une autre chapelle, aujourd'hui murée, serait la chapelle personnelle des seigneurs des Crottes.

## Mobilier intérieur
L'église possède plusieurs objets classés ou inscrits aux monuments historiques, parmi lesquels une croix processionnelle en argent du XVIIe siècle, un tableau de l'Assomption de la Vierge du XVIIe siècle, et une copie du tableau du Martyre de saint Laurent d'Eustache Le Sueur.
Elle comporte également un tableau de saint Pierre et saint Benoît, offert jadis par Michel de Sautereau, un abbé de Boscodon. Ce tableau, dégradé par l'humidité, a été restauré en 2013.
Le maître autel du XVIIIe siècle est une réplique en plâtre polychrome de celui de la cathédrale Notre-Dame d'Embrun. Il a été mutilé dans un souci de dépouillement après la réforme de Vatican II. 
La tribune en mélèze surplombant la porte est du XVIIIe siècle.

## Vitraux
Les deux vitraux surmontant la porte sont du XIXe siècle et portent les armes de la famille Roman d'Amat. 

## Fresques
Des sondages ont révélé l'existence de deux couches de fresques : une datant de l'époque médiévale, une autre datant du XVIIe siècle et consistant en la représentation en trompe-l’œil d'un décor de rondes-bosses et de chapiteaux. 